# Kurt Pompe
Kurt Bruno Pompe (* 4. März 1899 in Schmiedeberg, Riesengebirge, Niederschlesien; † 1. August 1964 in Schweinfurt) war in mehreren Internierungslagern Kommandeur der Wachen oder Wachhabender. Er übte verschiedene Funktionen in Zwangsarbeitslagern für Juden in Schlesien aus. Die Zwangsarbeitslager in Schlesien sind der Öffentlichkeit noch kaum bekannt.

## Leben
Am 25. Oktober 1918 wurde Pompe bei Tournai (Belgien) schwer verwundet, und sein linkes Bein wurde unterhalb des Knies amputiert und mit einer Prothese versehen. 1922 zog er mit seiner Familie nach Neisse. Über seine politische Entwicklung während der Weimarer Republik ist nichts bekannt. Von 1942 bis April 1944 ist er in Zwangsarbeitslagern für Juden in Schlesien nachweisbar, die der SS-Dienststelle Schmelt unterstanden.
Bereits 1942 war Pompe in Blechhammer (Oberschlesien) gefürchtet, aber nirgendwo verübte er so viele Untaten wie in Brande, wo „der Hinkende“ ab Herbst 1942 bis August 1943 Wachhabender war. Dieses Lager befand sich in der Nähe des Dorfs Brande (Kreis Falkenberg, Oberschlesien). Es existierte ab Oktober 1940 und war eines der dreizehn westoberschlesischen Reichsautobahnlager für Juden, die der Obersten Bauleitung der Reichsautobahnen Breslau unterstanden. Nach der Übernahme dieser Lager durch die Dienststelle Schmelt etwa Mitte 1942 war Brande Durchgangs- und Krankenlager, dann vom Jahresbeginn 1943 bis zur Auflösung im August 1943 eines der wichtigsten Krankenlager dieser SS-Organisation.
Der Lagerarzt Hans-Werner Wollenberg hat Pompes Aktivitäten in Brande eindringlich geschildert. Zahlreiche Überlebende haben in Interviews von den furchtbaren Zuständen in Brande berichtet, für die Pompe als Kommandeur der Wachen hauptverantwortlich war. Nach der Auflösung dieses Lagers war er Wachhabender im Frauenlager in Blechhammer und von November 1943 bis Mai 1944 Lagerführer im Zwangsarbeitslager Schmiedeberg, das sich in Buschvorwerk befand, in unmittelbarer Nähe seines Geburtsortes Schmiedeberg (ab 1945 Kowary). In beiden Lagern terrorisierte er die Insassen und war an mehreren Morden beteiligt.
Eine Mitgliedschaft Pompes in der NSDAP lässt sich nicht nachweisen. Seinem Entnazifizierungsantrag vom 23. April 1946 zufolge gehörte er der Organisation Todt und ab Herbst 1944 dem Transportkorps Speer an, in dem er den Rang eines Obertruppführers innehatte. Er stufte sich als „unbelastet“ ein und lebte bis zu seinem Tod unter seinem wahren Namen. 1951 zog er von Höchberg bei Würzburg nach Schweinfurt um, wo er mehrere Jahre als Arbeiter in der Vereinigten Kugellager Fabriken AG tätig war. Als westdeutsche Justizbehörden im Zusammenhang mit Ermittlungen gegen Lagerpersonal der Dienststelle Schmelt auf Pompe stießen, war er bereits verstorben. Erst 2008 konnte er identifiziert werden.